# Ai Ōtomo
Ai Ōtomo (jap. 大友 愛 Ōtomo Ai; ur. 24 marca 1982 roku w Sendai) – japońska siatkarka grająca na pozycji środkowej.
Do rozwodu w 2012 roku używała nazwiska Ai Yamamoto (jap. 山本 愛 Yamamoto Ai).
Od 2009 roku występowała w JT Marvelous. W 2010 roku zdobyła brązowy medal Mistrzostw Świata, rozgrywanych w Japonii. W kwietniu 2013 roku ogłosiła zakończenie kariery, a w sierpniu tego roku poślubiła Hiroyukiego Akimoto.

## Sukcesy
- 2010 –  Mistrzostwa Świata
- 2012 –  Igrzyska Olimpijskie

## Kariera
- SendaiIkuei High School
- NEC Red Rockets (2000–2006)
- Hisamitsu Springs (2008–2009)
- JT Marvelous (2009–2013)